# Віксбург (Міссісіпі)
Віксбург (англ. Vicksburg) — місто (англ. city) в США, адміністративний центр округу Воррен штату Міссісіпі. У минулому — один з найважливіших портів на річці Міссісіпі. Останнім часом відомий історичний та культурний центр штату, відомий своїм зв'язком з боями під час Громадянської війни. Місто відоме своїми казино, розташованими на набережній Міссісіпі. Населення — 21 573 особи (2020).

## Географія
Місто розташоване на заході штату в місці впадання річки Язу у річку Міссісіпі на високому та горбистому лівому березі Міссісіпі, вкритому лісами.
Віксбург розташований за координатами 32°19′4″ пн. ш. 90°53′12″ зх. д. / 32.31778° пн. ш. 90.88667° зх. д. (32.317838, -90.886714).  За даними Бюро перепису населення США в 2010 році місто мало площу 90,81 км², з яких 85,42 км² — суходіл та 5,39 км² — водойми.

## Демографія
Згідно з переписом 2010 року, у місті мешкало 23 856 осіб у 9457 домогосподарствах у складі 5899 родин. Густота населення становила 263 особи/км².  Було 10992 помешкання (121/км²).
Расовий склад населення:
| - 66,1 % — чорних або афроамериканців - 31,3 % — білих - 0,9 % — азіатів - 0,2 % — корінних американців |

До двох чи більше рас належало 0,8 %. Частка іспаномовних становила 1,7 % від усіх жителів.
За віковим діапазоном населення розподілялося таким чином: 26,8 % — особи молодші 18 років, 59,8 % — особи у віці 18—64 років, 13,4 % — особи у віці 65 років та старші. Медіана віку мешканця становила 35,9 року. На 100 осіб жіночої статі у місті припадало 84,6 чоловіків;  на 100 жінок у віці від 18 років та старших — 80,5 чоловіків також старших 18 років.
Середній дохід на одне домашнє господарство  становив 43 550 доларів США (медіана — 28 893), а середній дохід на одну сім'ю — 52 082 долари (медіана — 36 257). Медіана доходів становила 37 139 доларів для чоловіків та 27 869 доларів для жінок. За межею бідності перебувало 32,6 % осіб, у тому числі 51,2 % дітей у віці до 18 років та 13,6 % осіб у віці 65 років та старших.
Цивільне працевлаштоване населення становило 8589 осіб. Основні галузі зайнятості: мистецтво, розваги та відпочинок — 22,0 %, освіта, охорона здоров'я та соціальна допомога — 21,0 %, виробництво — 11,2 %, роздрібна торгівля — 10,7 %.

## Відомі уродженці
- Віл'ї Діксон, музикант (1915–1992).